# Shinya Yoshihara
Shinya Yoshihara (吉原 慎也 Yoshihara Shinya?, nacido el 19 de abril de 1978 en Ibaraki) es un exfutbolista japonés. Jugaba de guardameta y su último club fue el Kashiwa Reysol de Japón.

## Trayectoria

### Clubes
| Club                | País  | Año         |
| ------------------- | ----- | ----------- |
| Yokohama F. Marinos | Japón | 1997 - 2001 |
| Albirex Niigata     | Japón | 1999 - 2000 |
| Kawasaki Frontale   | Japón | 2001 - 2008 |
| Tokyo Verdy         | Japón | 2007        |
| Júbilo Iwata        | Japón | 2009        |
| Kashiwa Reysol      | Japón | 2010        |

## Palmarés

### Títulos nacionales
| Título    | Club              | País  | Año  |
| --------- | ----------------- | ----- | ---- |
| J2 League | Kawasaki Frontale | Japón | 2004 |